# Sigge Ericsson
Sigge Ericsson, właśc. Johan Sigvard Ericsson (ur. 17 lipca 1930 w Alanäset, zm. 2 listopada 2019 w Östersundzie) – szwedzki łyżwiarz szybki, dwukrotny medalista olimpijski i mistrz świata.

## Kariera
Specjalizował się w długich dystansach. Pierwszy sukces w karierze osiągnął w 1954 roku, kiedy zdobył brązowy medal podczas mistrzostw Europy w Davos. W zawodach tych wyprzedzili go jedynie Boris Szyłkow z ZSRR i Norweg Hjalmar Andersen. W tym samym roku był też czwarty na wielobojowych mistrzostw świata w Sapporo, przegrywając walkę o medal z Jewgienijem Griszynem. W 1955 roku zwyciężył zarówno podczas mistrzostw świata w Moskwie, jak i na mistrzostwach Europy w Falun. Został tym samym pierwszym szwedzkim panczenistą, który wywalczył tytuł mistrza świata. W 1956 roku brał udział w igrzyskach olimpijskich w Cortina d’Ampezzo, gdzie zdobył dwa medale. Na dystansie 10 000 m był najlepszy, wyprzedzając Knuta Johannesena z Norwegii i Olega Gonczarienkę z ZSRR, ustanawiając przy tym rekord olimpijski. Dwa dni wcześniej zajął drugie miejsce w biegu na 5000 m, w którym lepszy był tylko Szyłkow. W tym samym roku zdobył także brązowy medal na mistrzostwach Europy w Helsinkach, ustępując tylko Griszynowi i Johannesenowi. Ericsson wziął ponadto udział w igrzyskach w Oslo w 1952 roku, gdzie jego najlepszym wynikiem było ósme miejsce w biegu na 1500 m. Zdobył jedenaście tytułów mistrza Szwecji, zwyciężając w biegu na 1500 m w latach 1954-1956, na 5000 m w latach 1953-1956 oraz na 10 000 m w latach 1952 i 1954-1956).
W 1955 roku został uhonorowany nagrodą Svenska Dagbladets guldmedalj. Dwa lata później zakończył karierę.

### Mistrzostwa świata
- Mistrzostwa świata w wieloboju
  - złoto – 1955